# Sarcoptes scabiei

Sarcoptes scabiei är ett parasitiskt kvalster  som tillhör släktet Sarcoptes och familjen Sarcoptidae i klassen spindeldjur. Sarcoptes scabiei gräver gångar under huden hos pälsdjur och människor och orsakar hudsjukdomen skabb.

## Allmänt
Namnet Sarcoptes scabiei härstammar från grekiska orden "sarx" som betyder hull och "koptein" (att skära) och det latinska ordet "scabere" som betyder att klia. Skabb var en av de första sjukdomarna hos människan som man visste orsaken till. År 1689 fick den italienska läkaren, författaren och poeten Francesco Redi ett brev med en beskrivning och illustration på parasiten efter studier gjorda av Giovanni Cosimo Bonomo och Diacinto Cestoni. Det dröjde dock sedan 200 år innan skabb accepterades som en sjukdom som orsakas av en parasit.

## Morfologi

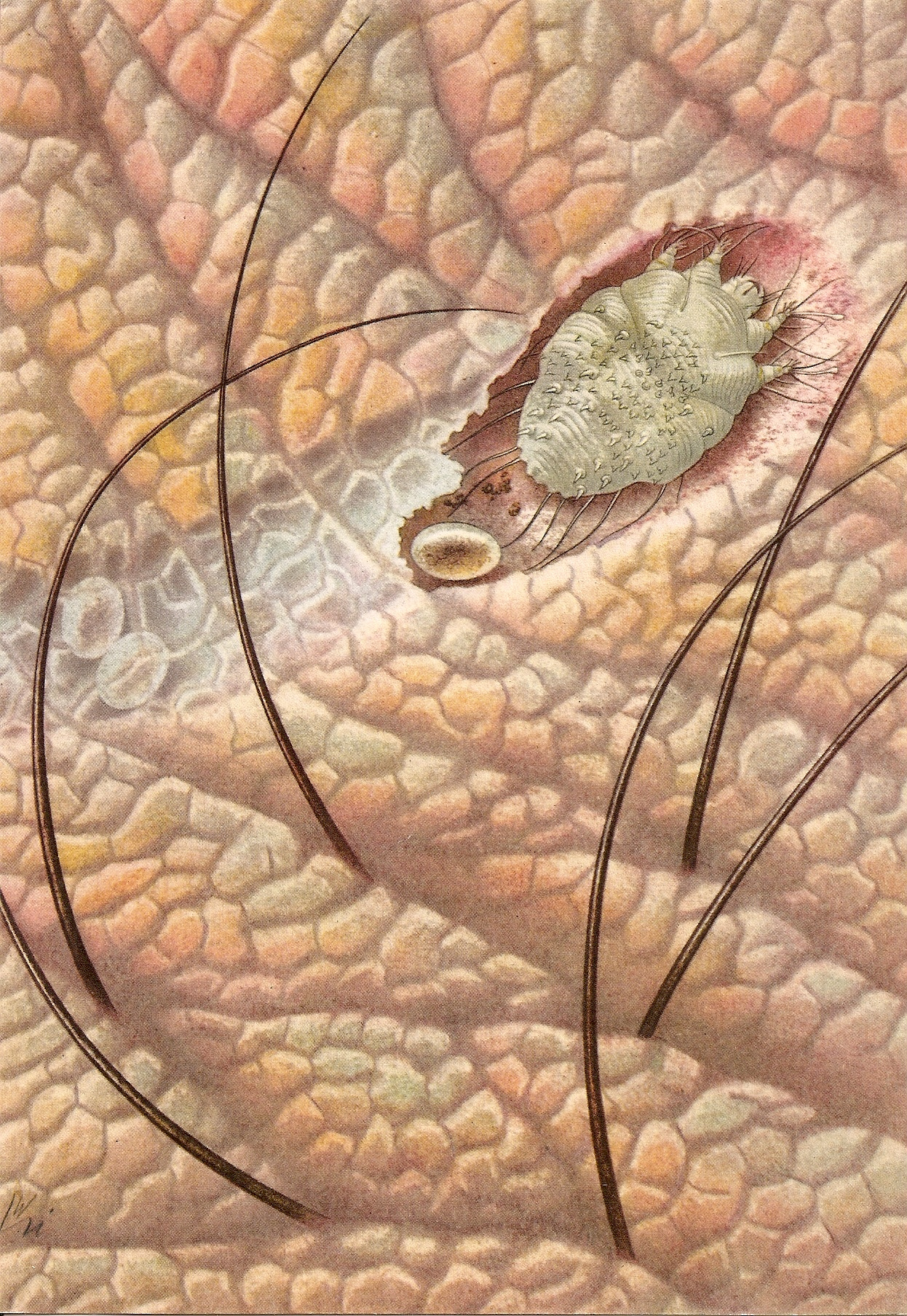
Sarcoptes scabiei i sin typiska gång under huden

Sarcoptes scabiei känns igen på den ovala kroppsformen som är tillplattad ventralt och convex dorsalt likt en sköldpadda.
Larverna har 3 benpar medan nymferna och de fullvuxna kvalstren har 4 benpar. 
Fullvuxna hanar blir mellan 213 och 285 µm långa och 162–210 µm breda, medan honorna blir större, cirka 300–504 µm långa och 230–420 µm breda.

## Livscykel
Sarcoptes scabies livscykel börjar med att honan lägger ägg (upp till 3 ägg per dag) i hålrum i huden i lagret kallat stratum granulosum. Dessa ägg kläcks sedan till larver efter 50–53 timmar. Larverna vandrar upp till det övre hudlagret kallat stratum corneum och gräver där små korta gångar där de tillbringar 3–4 dagar medan de utvecklas till protonymfer. Dessa protonymfer utvecklas sedan till ytterligare ett stadium och kallas då tritonymfer, vilket tar ungefär 3-4 dagar för honor och 2–3 dagar för hannar. Hannarnas tritonymfstadium är bara aningen större än deras protonymfstadium. Tritonymfstadiet är mellan 2 och 3 dagar långt och därefter blir de fullvuxna. De fullvuxna hannarna tar sig sedan in i honornas gångar där parningen sker. Hannarna dör efter parningen och honorna är fertila resten av sina liv. Befruktade honor tar sig upp på huden och letar upp ett lämpligt område att göra en ny gång där hon sedan lägger sina ägg. Livslängden för en äggläggande hona är ungefär 1-2 månader och under bästa möjliga förutsättningar kan upp till 10 procent av alla lagda ägg nå fullvuxet tillstånd.

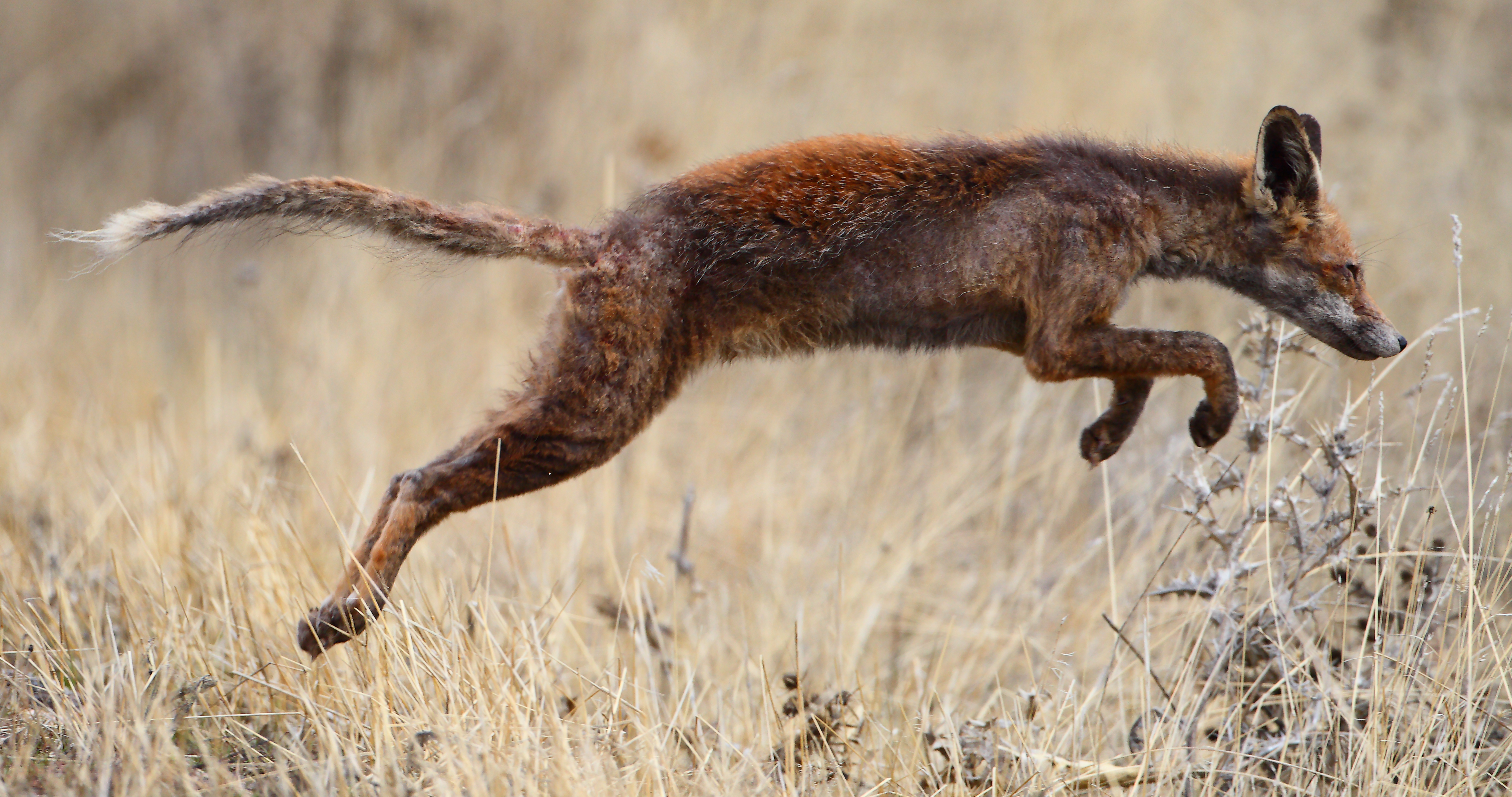
Räv infekterad av Sarcoptes scabiei

## Sarcoptes scabiei och människan
Sarcoptes scabiei har funnits hos människan i tusentals år. Just nu finns det 300 miljoner människor världen över infekterade av skabb till följd av krig, svält och överbefolkning. Skabb är vanligast hos barn och båda könen påverkas på liknande sätt. Oftast har en person 10-15 Sarcoptes scabiei på sig men i vissa fall, oftast hos personer med dåligt immunförsvar till exempel som följd av aids så kan det utvecklas till något som kallas "norsk skabb" eller "krustös skabb" som innebär att personen har tusentals parasiter på sig. Man kan bota skabb med antiparasitiska medel som till exempel Ivermectin .

## Spridning
Skabb orsakat av Sarcoptes scabiei har rapporterats från både tama, frigående och vilda djur. Totalt rör det sig om 104 arter från 10 ordningar och 27 familjer som har konstaterats vara infekterade . Hos vissa populationer vilda djur finns det risk att spridningen av Sarcoptes scabiei kan orsaka epizootier. Exempel på sådana epizootier finns från prärievargar, rävar och vargar i Nordamerika, fjällräv, räv och varg i Europa, räv och dingo i Australien, men även djur som lejon, gepard, gorilla och koala kan drabbas. 
Sarcoptes scabiei är vida spridd globalt och kan drabba de flesta pälsdjur .

## Spridning och effekt i Sverige
Sarcoptes scabiei hade inte rapporterats i Skandinavien före 1967, det året påträffades rävar med skabb i sydvästra Finland. 1972 hade parasiten spridit sig norrut i Finland och 53 fall av skabb på räv hade rapporterats och tre fall hos tvättbjörn. Första fallet av skabb i Sverige upptäcktes år 1972. Det tog sedan ungefär tre och ett halvt år innan nästa fall i Sverige rapporterades. De flesta fallen av skabb hos räv skedde först i Västerbotten och Jämtland och antalet fall varierade med rävens populationsdynamik. När antalet rävar ökade efter ett bra år spreds skabben. I tre omgångar spreds  Sarcoptes scabiei från de första lokalerna i Jämtland och Västerbotten vidare till resten av Sverige, dessa tre omgångar sammanföll i tiden med toppar i sorkpopulationerna och då det fanns gott om mat ökade rävarna och då även skabbspridningen. . 
Med skabbens intåg i Sverige sjönk antalet rävar i drabbade områden och endast 70 procent av det normala antalet sköts vid jakt. Man kunde då se att tätheten av arter som skogshare, rådjur och orre ökade, som en följd av minskad predation. När rävpopulationen sedan återhämtade sig sjönk antalen bytesdjur igen. Svängningarna i bytesdjurens populationer sjönk lokalt och försvann på vissa ställen. Man såg även att antalet mårdar ökade, allt detta tyder på att räven har en stor del i ekosystemet både när det gäller att hålla nere antalet byten och konkurrens med andra rovdjur.
Skabb finns över hela Sverige förutom på Gotland. Skabb är den vanligaste sjukdomen hos rävar och rapporter har visat att där skabben är närvarande kan det påverka svängningarna i rävpopulationerna .

## Effekt på djuruppfödning
Sarcoptes scabiei kan vara ett problem hos djuruppfödare. Djur som har skabb kan inte producera lika mycket avkommor som djur utan skabb och de unga djuren växer oftast inte lika fort som de utan. I ett försök som utfördes på en grisfarm kunde man se att en kulting med skabb växte långsammare och i snitt behövde 8,6 fler dagar för att uppnå slaktvikt jämfört med kultingar som inte blivit infekterade. Suggorna behövde äta mer mat för att kunna få lika mycket avkommor som suggor som inte var infekterade .